# Ursins
Ursins is een gemeente en plaats in het Zwitserse kanton Vaud, en maakt deel uit van het district Jura-Nord vaudois.
Ursins telt 181 inwoners.